# Congreso Mundial de la Paz
El Congreso Mundial de la Paz es un acto internacional organizado por pacifistas, que se celebra de forma regular.
Tras el fin de las Guerras Napoleónicas en 1815, las ideas pacifistas ganaron importancia, especialmente en Gran Bretaña. En parte, se vincularon con antiguas ideologías religiosas (cuáqueros, menonitas). Alrededor de 1830, se formaron sociedades de paz en diferentes países, y en 1843 se celebró en Londres el primer Congreso de la Paz. Sin embargo, el congreso apenas tuvo repercusión más allá de la zona anglosajona. Posteriormente tuvieron lugar otros congresos en Bruselas (1848), París (1849), Fráncfort del Meno (1850), Londres (1851), Mánchester (1852) y Edimburgo (1853). La implicación internacional fue grande, pero las sociedades de paz inglesa y americana fueron las que predominaron.
El movimiento por la paz fue impulsado por las guerras desde la Guerra de Crimea en 1853, la Guerra de Secesión y las guerras de la Unificación alemana en las décadas de 1860 y 1870. El primer Congreso Internacional de la Paz se celebró en Ginebra en el año 1876.
Pero no fue hasta el año 1889, con el Congreso de París, cuando comenzó a desarrollarse un movimiento más amplio que, a partir de entonces, celebró congresos de forma regular. El primer Congreso Mundial de la Paz congregó a 310 personas. En las siguientes décadas, continuaron 23 congresos más, por ejemplo, en Londres en 1890, en Budapest en 1896, en Lucerna en 1906 y en Múnich en 1907. El movimiento pacifista internacional alcanzó su punto culminante en la década de 1890 con alrededor de 3000 activistas. Las Conferencias de Paz de La Haya gubernamentales no conectaron directamente con la tradición de los Congresos Mundiales de la Paz. El Congreso de 1914 debería haberse celebrado en Viena en septiembre, pero no tuvo lugar a causa del estallido de la Primera Guerra Mundial.
Para el Congreso Mundial de la Paz de París celebrado en 1949, Picasso diseñó el signo de la paloma de la paz, uno de los emblemas más famosos del movimiento pacifista. Ese mismo año también participó la cantante neerlandesa de yidis Lin Jaldati.

## Esperanto
Bertha von Suttner consideraba el pacifismo y el movimiento por la paz como dos iniciativas conectadas entre sí. Si bien aún no se había pensado en el esperanto, durante el primer Congreso Mundial de la Paz en París se apoyó la introducción de una lengua auxiliar. No obstante, en aquella época no se consideraba un avance la utopía de una lengua universal, por lo que hubo un rechazo masivo hacia su desarrollo. Sin embargo, el proyecto no cayó en el olvido y se siguió planteando constantemente, especialmente por Gaston Moch. Aunque la iniciativa de Moch recibió mucho apoyo en el 9.º Congreso Mundial de la Paz de 1897, la propuesta de considerar el esperanto como lengua oficial del congreso junto a las cuatro lenguas principales de ese momento fue rechazada casi por unanimidad. 
No obstante, la cuestión de la lengua auxiliar comenzó a ser tratada gracias a la Oficina Internacional por la Paz de Berna. Para ello, se eligió a Moch como portavoz y este acudió al 14.º Congreso de Lucerna. Tras ser rechazada la propuesta una vez más, Moch inició una petición para la incorporación del esperanto como lengua de los Congresos Mundiales por la Paz y consiguió más de 1200 respuestas positivas de 27 países. La prensa pacifista comenzó a interesarse por las ventajas de tener una única lengua auxiliar y los Congresos de la Paz nacionales aprobaron la propuesta.
Cuando se celebró el Congreso Mundial de la Paz en Múnich en 1907, el estado de opinión había cambiado. En este congreso, además del esperanto, también estuvieron representadas otras dos lenguas, el llamado Panlatinismo y el Idioma Neutral. Debido a las malas experiencias del pasado, Moch estaba tan defraudado que no quiso presentar su candidatura de nuevo. Gracias al científico berlinés Wilhelm Foerster se planteó la posibilidad de introducir otra lengua en el siguiente Congreso que tendría lugar en Londres, y se decidió que fuera el esperanto. El historiador y fundador del movimiento esperantista japonés Katsumi Kuroita (1874-1946) fue el primero en utilizar esta nueva lengua en Londres, donde mencionó que solo había podido participar gracias a la decisión tomada en Múnich.